# Einar Middelboe
Einar Middelboe (Brunnby, 25 settembre 1883 – Frederiksberg, 31 dicembre 1968) è stato un calciatore danese, di ruolo attaccante.

## Carriera

### Nazionale
Venne convocato nella Nazionale danese che si classificò al secondo posto ai Giochi olimpici del 1908, senza tuttavia disputare alcun incontro durante la competizione.